# Johan Lædre Bjørdal
Johan Lædre Bjørdal (Egersund, 5 maggio 1986) è un ex calciatore norvegese, di ruolo difensore.

## Caratteristiche tecniche
Lædre Bjørdal è un solido difensore centrale, che fa della costanza di rendimento uno dei suoi punti di forza.

## Carriera

### Club

#### Gli inizi
Lædre Bjørdal ha iniziato la carriera professionistica con la maglia dell'Egersund. È passato poi al Viking, squadra per cui ha debuttato nell'Eliteserien: il 20 maggio 2004, infatti, è subentrato a Kristian Sørli nel successo per 0-2 in casa del Sogndal. Nell'estate dell'anno seguente, è stato ceduto in prestito in 1. divisjon, al Tønsberg: ha giocato il primo match per questo club in data 19 giugno 2005, nel 4-1 inflitto al Sogndal. La squadra ha chiuso il campionato al penultimo posto ed è retrocessa nella 2. divisjon. Lædre Bjørdal è ritornato invece al Viking per il campionato 2006, ma la sua stagione si è limitata ad una sola presenza nell'edizione stagionale del Norgesmesterskapet.

#### Bodø/Glimt
Nel 2007, è passato a titolo definitivo al Bodø/Glimt, formazione militante nella 1. divisjon. Ha debuttato il 9 aprile dello stesso anno, nel pareggio a reti inviolate in casa dell'Hønefoss. Il 7 ottobre ha segnato la prima rete per il nuovo club, nella sconfitta per 3-1 in casa del Raufoss. Nello stesso anno, il Bodø/Glimt ha conquistato la promozione nell'Eliteserien. Il 30 agosto 2009 ha segnato la prima rete nella massima divisione norvegese, nel pareggio per 1-1 sul campo dell'Aalesund. Al termine della stagione, però, la sua squadra è retrocessa in 1. divisjon: Lædre Bjørdal è rimasto però nella rosa.

#### Ritorno al Viking
L'8 febbraio 2011 è stato ufficializzato il suo ritorno al Viking. Questa volta, ha avuto maggiore spazio in squadra. Nel 2011, è stato nominato capitano. Il 4 novembre 2012, in occasione della vittoria per 2-1 sul Brann, ha giocato la 50ª partita di campionato per il Viking. Il suo rendimento gli ha fatto ottenere il riconoscimento di miglior calciatore della squadra per il campionato 2012.

#### Aarhus
Il 20 novembre 2013, è stato reso noto il suo trasferimento ai danesi dell'Aarhus, a parametro zero. Il giocatore, che si sarebbe unito alla nuova squadra con la riapertura del mercato, si è legato al nuovo club con un contratto di due anni e mezzo. Lædre Bjørdal ha scelto la maglia numero 3. Ha esordito nella Superligaen il 23 febbraio, schierato titolare nel pareggio per 1-1 contro il Copenaghen. A fine stagione, l'Aarhus è retrocesso nella 1. Division. Ha contribuito all'immediata promozione del campionato successivo.

#### Rosenborg
Il 7 luglio 2015, il Rosenborg ha annunciato sul proprio sito ufficiale d'aver ingaggiato Lædre Bjørdal dall'Aarhus, con il giocatore che avrebbe firmato un contratto valido per due anni e mezzo, a partire dal 23 luglio successivo. Il giocatore ha scelto di vestire la maglia numero 14.
Il 19 dicembre 2017, il Rosenborg ha reso noto che il contratto del calciatore, in scadenza al 31 dicembre, non sarebbe stato rinnovato.

#### Zulte Waregem
Il 24 gennaio 2018, i belgi dello Zulte Waregem hanno reso noto l'ingaggio di Lædre Bjørdal, che si è legato al nuovo club con un contratto valido fino al 30 giugno 2020. Ha disputato la prima partita il 9 febbraio successivo, schierato titolare nella sconfitta per 3-1 patita in casa del Genk.

#### Vålerenga
Il 9 febbraio 2019, Lædre Bjørdal ha fatto ritorno al Vålerenga, con cui ha firmato un accordo valido per i successivi due anni e mezzo. Il 15 gennaio 2021, il giocatore e la squadra hanno trovato un accordo per rescindere anticipatamente il contratto, che sarebbe scaduto in estate.

### Nazionale
Lædre Bjørdal ha giocato 7 partite per la Norvegia under 21, con una rete all'attivo. Ha esordito in data 2 maggio 2007, nel successo per 1-0 sulla Turchia under 21: è subentrato a Tore Reginiussen all'inizio della ripresa. Il 16 ottobre dello stesso anno, ha segnato una rete ai danni della Macedonia del Nord under 21 (partita conclusasi sul punteggio di 1-1).
Il 1º settembre 2013, è stato convocato in Nazionale maggiore dal commissario tecnico Egil Olsen, sostituendo l'infortunato Tore Reginiussen in vista delle sfide di qualificazione al campionato del mondo 2014 contro Cipro e Svizzera. Il 6 settembre, è stato schierato titolare nella vittoria per 2-0 sulla selezione cipriota.

## Statistiche

### Presenze e reti nei club
Statistiche aggiornate al 1º gennaio 2021.
| Stagione             | Club                 | Campionato           | Campionato | Campionato | Coppe nazionali | Coppe nazionali | Coppe nazionali | Coppe continentali | Coppe continentali | Coppe continentali | Supercoppe | Supercoppe | Supercoppe | Totale | Totale |
| Stagione             | Club                 | Comp                 | Pres       | Reti       | Comp            | Pres            | Reti            | Comp               | Pres               | Reti               | Comp       | Pres       | Reti       | Pres   | Reti   |
| -------------------- | -------------------- | -------------------- | ---------- | ---------- | --------------- | --------------- | --------------- | ------------------ | ------------------ | ------------------ | ---------- | ---------- | ---------- | ------ | ------ |
| gen.-ago. 2003       | Egersund             | 3D                   | ?          | ?          | CN              | ?               | ?               | -                  | -                  | -                  | -          | -          | -          | ?      | ?      |
| ago.-dic. 2003       | Viking               | ES                   | 0          | 0          | CN              | -               | -               | -                  | -                  | -                  | -          | -          | -          | 0      | 0      |
| 2004                 | Viking               | ES                   | 1          | 0          | CN              | 0               | 0               | -                  | -                  | -                  | -          | -          | -          | 1      | 0      |
| gen.-giu. 2005       | Viking               | ES                   | 0          | 0          | CN              | 1               | 0               | -                  | -                  | -                  | -          | -          | -          | 1      | 0      |
| giu.-dic. 2005       | Tønsberg             | 1D                   | 8          | 0          | CN              | -               | -               | -                  | -                  | -                  | -          | -          | -          | 8      | 0      |
| 2006                 | Viking               | ES                   | 0          | 0          | CN              | 1               | 0               | -                  | -                  | -                  | -          | -          | -          | 1      | 0      |
| 2007                 | Bodø/Glimt           | 1D                   | 26+2       | 1+0        | CN              | ?               | ?               | -                  | -                  | -                  | -          | -          | -          | ?      | ?      |
| 2008                 | Bodø/Glimt           | ES                   | 6          | 0          | CN              | 1               | 0               | -                  | -                  | -                  | -          | -          | -          | 7      | 0      |
| 2009                 | Bodø/Glimt           | ES                   | 13         | 1          | CN              | 0               | 0               | -                  | -                  | -                  | -          | -          | -          | 13     | 1      |
| 2010                 | Bodø/Glimt           | 1D                   | 27         | 0          | CN              | 2               | 0               | -                  | -                  | -                  | -          | -          | -          | 29     | 0      |
| Totale Bodø/Glimt    | Totale Bodø/Glimt    | Totale Bodø/Glimt    | 72+2       | 2+0        |                 | ?               | ?               |                    | -                  | -                  |            | -          | -          | ?      | ?      |
| 2011                 | Viking               | ES                   | 30         | 1          | CN              | 5               | 0               | -                  | -                  | -                  | -          | -          | -          | 35     | 1      |
| 2012                 | Viking               | ES                   | 21         | 1          | CN              | 0               | 0               | -                  | -                  | -                  | -          | -          | -          | 21     | 1      |
| 2013                 | Viking               | ES                   | 30         | 2          | CN              | 2               | 2               | -                  | -                  | -                  | -          | -          | -          | 32     | 4      |
| Totale Viking        | Totale Viking        | Totale Viking        | 82         | 4          |                 | 9               | 2               |                    | -                  | -                  |            | -          | -          | 91     | 6      |
| gen.-giu. 2014       | Aarhus               | SL                   | 15         | 0          | CD              | 1               | 0               | -                  | -                  | -                  | -          | -          | -          | 16     | 0      |
| 2014-2015            | Aarhus               | 1D                   | 17         | 2          | CD              | 0               | 0               | -                  | -                  | -                  | -          | -          | -          | 17     | 2      |
| Totale Aarhus        | Totale Aarhus        | Totale Aarhus        | 32         | 2          |                 | 1               | 0               |                    | -                  | -                  |            | -          | -          | 33     | 2      |
| lug.-dic. 2015       | Rosenborg            | ES                   | 13         | 2          | CN              | 2               | 0               | UEL                | 7                  | 0                  | -          | -          | -          | 22     | 2      |
| 2016                 | Rosenborg            | ES                   | 12         | 0          | CN              | 5               | 1               | UCL+UEL            | 2+0                | 0                  | -          | -          | -          | 19     | 1      |
| 2017                 | Rosenborg            | ES                   | 18         | 0          | CN              | 4               | 0               | UCL                | 3+5                | 0                  | SN         | 1          | 0          | 28     | 0      |
| Totale Rosenborg     | Totale Rosenborg     | Totale Rosenborg     | 43         | 2          |                 | 11              | 1               |                    | 17                 | 0                  |            | 1          | 0          | 69     | 3      |
| gen.-giu. 2018       | Zulte Waregem        | PL                   | 8          | 0          | CB              | -               | -               | UEL                | -                  | -                  | SB         | -          | -          | 8      | 0      |
| 2018-feb. 2019       | Zulte Waregem        | PL                   | 3          | 0          | CB              | 1               | 0               | -                  | -                  | -                  | -          | -          | -          | 4      | 0      |
| Totale Zulte Waregem | Totale Zulte Waregem | Totale Zulte Waregem | 11         | 0          |                 | 1               | 0               |                    | -                  | -                  |            | -          | -          | 12     | 0      |
| 2019                 | Vålerenga            | ES                   | 27         | 1          | CN              | 1               | 0               | -                  | -                  | -                  | -          | -          | -          | 28     | 1      |
| 2020                 | Vålerenga            | ES                   | 12         | 0          | -               | -               | -               | -                  | -                  | -                  | -          | -          | -          | 12     | 0      |
| Totale Vålerenga     | Totale Vålerenga     | Totale Vålerenga     | 39         | 1          |                 | 1               | 0               |                    | -                  | -                  |            | -          | -          | 40     | 1      |
| Totale               | Totale               | Totale               | ?          | ?          |                 | ?               | ?               |                    | 17                 | 0                  |            | 1          | 0          | ?      | ?      |

### Cronologia presenze e reti in nazionale
| Cronologia completa delle presenze e delle reti in nazionale ― Norvegia | Cronologia completa delle presenze e delle reti in nazionale ― Norvegia | Cronologia completa delle presenze e delle reti in nazionale ― Norvegia | Cronologia completa delle presenze e delle reti in nazionale ― Norvegia | Cronologia completa delle presenze e delle reti in nazionale ― Norvegia | Cronologia completa delle presenze e delle reti in nazionale ― Norvegia | Cronologia completa delle presenze e delle reti in nazionale ― Norvegia | Cronologia completa delle presenze e delle reti in nazionale ― Norvegia |
| Data                                                                    | Città                                                                   | In casa                                                                 | Risultato                                                               | Ospiti                                                                  | Competizione                                                            | Reti                                                                    | Note                                                                    |
| ----------------------------------------------------------------------- | ----------------------------------------------------------------------- | ----------------------------------------------------------------------- | ----------------------------------------------------------------------- | ----------------------------------------------------------------------- | ----------------------------------------------------------------------- | ----------------------------------------------------------------------- | ----------------------------------------------------------------------- |
| 6-9-2013                                                                | Oslo                                                                    | Norvegia                                                                | 2 – 0                                                                   | Cipro                                                                   | Qual. Mondiali 2014                                                     | -                                                                       |                                                                         |
| 10-9-2013                                                               | Oslo                                                                    | Norvegia                                                                | 0 – 2                                                                   | Svizzera                                                                | Qual. Mondiali 2014                                                     | -                                                                       |                                                                         |
| 11-10-2013                                                              | Maribor                                                                 | Slovenia                                                                | 3 – 0                                                                   | Norvegia                                                                | Amichevole                                                              | -                                                                       |                                                                         |
| Totale                                                                  |                                                                         | Presenze                                                                | 3                                                                       |                                                                         | Reti                                                                    | 0                                                                       |                                                                         |

## Palmarès

### Club

#### Competizioni nazionali
- Campionato norvegese: 3

Rosenborg: 2015, 2016, 2017
- Coppa di Norvegia: 2

Rosenborg: 2015, 2016
- Supercoppa di Norvegia: 1

Rosenborg: 2017